# 乃木恋〜坂道の下で、あの日僕は恋をした〜
『乃木恋〜坂道の下で、あの日僕は恋をした〜』（のぎこい〜さかみちのしたで、あのひぼくはこいをした〜）は、allfuzより2016年4月26日に配信された乃木坂46を題材としたスマートフォン向けアプリケーションゲーム。PCブラウザには、2016年7月26日にPC版GREE、2019年3月1日にShiftに対応した。また、2018年11月18日より台湾、香港、マカオ向けに繁体字版の提供を開始している。

## 概要
本作は、女性アイドルグループ乃木坂46のメンバーたちが在籍する架空の学校「私立乃木坂学園」の芸能科クラス唯一の男子として生活し、メンバーのマネジャーを務めながらクラスメートとしても距離を縮めていくというゲームである。好きなメンバーを1人設定し、親密度が上がると彼氏の前段階の「アンダー彼氏」となり、その中からゲーム内で開催される期間限定のイベントの成績上位50名と、51位から200位内の抽選50名の計100名が「彼氏」となる。彼氏となれば、彼氏限定のデートシーンを視聴でき、現実世界で実際にメンバーが開催する彼氏限定イベントの参加権が得られる。
本ゲームはリリース当時、乃木坂46に所属していたメンバーが生徒として登場していたが、グループ卒業および加入に伴い、一部変更された。乃木坂学園芸能科の同学年の生徒として登場していた1期生、2期生は卒業後「転校生」として、3期生、4期生は「新入生（後輩）」としての扱いが施された。以下、丸括弧内は乃木坂46卒業および加入日。
- 2017年3月21日、永島聖羅（2016年3月20日）[注 2]、深川麻衣（2016年6月16日）、橋本奈々未（2017年2月20日）が転校。
- 2017年4月3日、3期生12名（2016年9月4日）が入学。同時に同級生が2年生に進級。
- 2018年3月30日、伊藤万理華（2017年12月23日）、中元日芽香（公式発表なし）、川村真洋（2018年3月31日）が転校。
- 2019年3月29日、生駒里奈（2018年5月6日）、斎藤ちはる（2018年7月16日）、相楽伊織（2018年7月16日）、若月佑美（2018年11月30日）、能條愛未（2018年12月15日）、川後陽菜（2018年12月20日）、西野七瀬（2018年12月31日）、衛藤美彩（2019年3月31日）が転校。
- 2019年4月1日、4期生11名（2018年12月3日）が入学[注 3]。
- 2020年3月31日、伊藤かりん（2019年5月24日）、斉藤優里（2019年6月30日）、桜井玲香（2019年9月1日）、佐々木琴子（2020年3月31日）が転校。
- 2020年6月11日、在籍生徒がそれぞれ進級（同級生は3年生、後輩は2年生の設定）。
- 2020年9月11日、新4期生5名（2020年2月16日）が入学[注 4]。
- 2021年3月31日、井上小百合（2020年4月27日）、白石麻衣（2020年10月28日）、中田花奈（2020年10月25日）、堀未央奈（2021年3月28日）が転校。
- 2022年3月31日、生田絵梨花（2021年12月31日卒業）、伊藤純奈（2021年8月29日卒業）、新内眞衣（2022年2月10日卒業）、高山一実（2021年11月21日卒業）、寺田蘭世（2021年12月12日卒業）、星野みなみ（2022年2月12日卒業）、渡辺みり愛（2021年8月31日卒業）、大園桃子（2021年9月4日卒業）が転校。
- 2022年5月11日、アプリアップデートにより新章スタート（大学生編）。1・2期生は乃木坂大学3年、3期生は大学2年（プレーヤーと同学年）、4期生は高校芸能科3年生の設定。
- 2022年5月20日、5期生11名（2022年2月23日）が芸能科配属。高校2年の設定。
- 2023年3月30日、秋元真夏（2023年2月26日卒業）、北野日奈子（2022年4月30日卒業）、齋藤飛鳥（2022年12月31日卒業）、鈴木絢音（2023年3月28日卒業）、樋口日奈（2022年10月31日卒業）、山崎怜奈（2022年7月17日卒業）、和田まあや（2022年12月4日卒業）が転校。
- 2024年3月29日、北川悠理（2023年6月30日卒業）、早川聖来（2023年8月24日卒業）が転校。

## ゲーム内容
乃木トーク
私立乃木坂学園限定の学園内コミュニケーションアプリ。複数でのグループトークや、恋愛ストーリーを進め彼女達との関係が進展していくと、メンバーから個別でメッセージが送られる。
クエスト
学園内を探索中に、様々なシチュエーションのメンバーと出会える。運よく、推しメンに遭遇した際のアピールが、推しメンとの関係を左右する。
ライブバトル
自分好みの十福神を編成して、毎週6つの会場で行われるランキングでライバルと競い合う（毎週月曜日の午前0時 - 5時の間はランキング集計のためプレイ不可）。各会場での成績に応じて昇降格がある。さらにランキング報酬でもらえる「エンブレム」を使うと「もしも…バレンタインにメンバーから告白されたら…」などの全メンバー分数百種類のアプリ限定撮り下ろしムービーを開放することができる。
カード
リリース時、1,000種類を超えるカードには「アプリ限定撮り下ろし写真」が多数含まれている。さらに、特定のレアリティ以上のカードには、オリジナルストーリーや撮り下ろしボイスが搭載されており、メンバーと様々な恋愛シチュエーションを楽しめる内容となっている。

## ストーリー・設定
学園ストーリー
乃木坂46として本格的に活動を開始した各メンバーの苦悩と成長をプレイヤーは時にマネージャー、時にクラスメイトとして支え、見守っていくことによってメンバーとの絆は深まっていく。
恋愛ストーリー
学園青春恋愛ストーリー。プレーヤーは、お気に入りのメンバーを選択してゲームを開始し、様々なハードルを乗り越えていくことで恋が進展。最後に、告白するか、それとも告白されるといったイベントが待っている。アプリ限定の撮りおろし「告白ムービー」は全メンバー分用意されている。
メンバーストーリー
各メンバー毎のストーリーが用意されており、カードに紐付く数百種類の恋愛シチュエーションストーリーが展開。プレーヤーと彼女だけに訪れる特別な瞬間がアプリ限定録りおろしボイスと共に流される。

## キャンペーン
2016年3月23日から事前登録が開始され、メールアドレスを登録し、お気に入りのメンバーを選択すると、「私立乃木坂学園」に入学する前日譚とも言える物語が展開する。また、登録するとアプリ配信後にユーザー全員に好きなメンバーのスペシャルカードが1枚プレゼントされる。事前登録者数に応じて、そのカードの選べるメンバーが変化していく。
さらに『乃木恋』のTwitterアカウントをフォローすると抽選でメンバー直筆サイン入りクリアファイルがプレゼントされるほか、Twitterで「#乃木恋」をツイートすると、アプリ配信後にユーザー全員にアプリ内通貨がプレゼントされる。100万ツイートを達成するとスペシャルムービーが公開され、総ツイート数に応じてもらえる特典が変化する。
乃木恋GREE版事前登録サイトでは事前登録特典として★5以上確定のガチャ券と体力回復アイテムを入手することができる。また、アクセスやツイートによりプレガチャ券を獲得でき、プレガチャで入手したカードをゲーム開始時に受け取ることができる。

## ショートドラマ
- あの子のスマホ（2023年4月15日 - 23日） - 梅澤美波、与田祐希、賀喜遥香、筒井あやめ、井上和、川﨑桜[10][11]。